# Learning to Fly
"Learning to Fly" er den anden sang fra Pink Floyds album A Momentary Lapse of Reason. Nummeret er den første single udgivet fra albummet, og det kulminerede som #70 på Billboard Hot 100 hitlisten og #1 på Billboard Album Rock Tracks hitlisten.

## Personale
Pink Floyd
- David Gilmour – guitar, lead vokal
- Nick Mason – trommer, vokal
- Richard Wright – keyboard

Yderligere musikere
- Jon Carin – keyboard
- Steve Forman – slagtøj
- Tony Levin – basguitar